# Пелагия и красный петух
Пелагия и красный петух — третий роман в трилогии «Приключения Пелагии» (серия «Провинціальный детективъ») российского писателя Бориса Акунина, опубликованный в 2003 году, исторический детектив с элементами фантастики.

## Сюжет
Роман «Пелагия и красный петух» завершает трилогию о приключениях непоседливой монахини, преосвященного Митрофания и губернского прокурора Матвея Бердичевского (осн. персонажи см. «Пелагия и белый бульдог»).
На сей раз запутанная нить, которую разматывает сестра Пелагия, заводит её слишком далеко — туда, откуда нет возврата. История начинается на пароходе «Севрюга», плывущем по Волге, где находится разношёрстная компания — воришка Колобок, немцы-колонисты, семейство содомитов, направляющихся в возрождённый Содом, группа духоборов, плывущая в Канаду, архиерей Митрофаний с монашенкой и секретарём, евреи с раввином Ароном Шефаревичем, совершающие паломничество в Землю Обетованную, «найдёныши» (русские люди, принявшие иудаизм) со своим предводителем Мануйлой и тайные «Христовы опричники»… И во время этого плавания, пока Колобок деловито обчищал карманы пассажиров, происходит убийство господина Мануйлы, как и Колобка, во время его очередной кражи.
Часть первая, ЗДЕСЬ
I. На «Севрюге»
II. Решаем ребусы
III. Струк
IV. Приснилось?
V. Мозги фри
VI. Разум и чувство
Часть вторая, ЗДЕСЬ И ТАМ
VII. Не успеть
VIII. Христовы опричники
IX. Шмулик — повелитель Вселенной
X. Паучье логово
XI. Город счастья
XII. Замок Шварцвинкель
XIII. Море мертвых
XIV. Этюд Бердичевского
XV. Полнолуние
 Часть третья, ТАМ
XVI. Евангелие от Пелагии

## Автор о книге
Это детектив женский, а мне естественнее чувствовать себя в «мужском качестве». Женская методика расследования слишком отличается от мужской. Эраст Петрович Фандорин — человек логический (как и сам автор), а Пелагия действует скорее интуитивно, хоть, конечно, не забывает и про логику. Вот вам пример различия мужской и женской дедукции. Есть логическая загадка про неких Антония и Клеопатру, которые жили в одной комнате. Он вышел зачем-то, вернулся, а она лежит на полу мертвая. Нужно задавать вопросы, чтобы выяснить, что там такое произошло. Ответ может быть только «да» или «нет»…— Б. Акунин

— «Красный петух» — последняя книга из цикла о приключениях монахини Пелагии. Вам не жаль расставаться с героиней? 

— Жаль. Но лучше сделать это, пока и читателям жаль с ней расставаться.— Б. Акунин